# Femmes bretonnes devant un mur
Femmes bretonnes devant un mur est une peinture à l'huile sur carton de 83,5 × 115,57 cm réalisée par le peintre français Émile Bernard. 
Signé et daté L.L.: Emile / BERNARD 1892, il fait partie de la collection permanente du Musée d'Art d'Indianapolis sous le no  d'inventaire 1998.172.

## Description
Le tableau représente cinq femmes bretonnes et un homme réunis autour d'un mur. Leurs visages sont pointés vers le mur pavé. Leurs têtes sont couvertes de coiffes traditionnelles de Pont-Aven et elles sont en tenue traditionnelle bretonne. La peinture est émaillée d'aplats colorés de cobalts, de jaunes, de verts et de rouges brillants, et sont choisis pour leur effet, plutôt que pour la précision de la représentation. Les femmes ont toutes de légères caractéristiques faciales, mais elles ne se distinguent pas. Bernard utilise des contours graphiques durs pour aider à définir les caractéristiques des tenues et des visages des femmes. L'homme est habillé de vert et fait face au reste des femmes. 